# NGC 1422
NGC 1422 је спирална галаксија у сазвежђу Еридан која се налази на NGC листи објеката дубоког неба.
Деклинација објекта је - 21° 40' 51" а ректасцензија 3h 41m 31,3s. Привидна величина (магнитуда) објекта NGC 1422 износи 13,2 а фотографска магнитуда 14,0. Налази се на удаљености од 16,840 милиона парсека од Сунца. NGC 1422 је још познат и под ознакама ESO 548-77, MCG -4-9-51, IRAS 03393-2150, PGC 13569.